# 民生路 (渝中区)
民生路是重庆市的一条主干道，由通远门始，至民权路止。1937年中華民國國民政府遷都重慶，道路為紀念孫文的三民主義，於是更名為民生路。民生路沿线有众多星级酒店、购物中心和金融机构，属于大解放碑商圈。